# ガーニョ
ガーニョ（仏: Guagno）は、フランスのコルス地方公共団体、コルス＝デュ＝シュド県に属するコミューン。

## 地理
アジャクシオから北東へ約30km、小郡中心地のヴィコから東へ約13kmいった県北部の山岳地帯に位置し、北東には急峻な山々がそびえる。北西でオルトやポッジョロ、南東でパストリクシオラの各コミューンと隣り合う。森のなかにオレンジ屋根の家々が道沿いに立ち並ぶ。コミューンに接続する道路は東西に延びる一本のみ。

## 行政
- 首長：ポール＝ジョゼフ・コロナ（Paul-Joseph Colonna、2008年から）
- 前首長：ジャン＝アントワーヌ・ガフォリー（Jean-Antoine Gaffory、2001年から2008年）

## 人口の推移
| 1968年 | 1975年 | 1982年 | 1990年 | 1999年 | 2007年 |
| ------ | ------ | ------ | ------ | ------ | ------ |
| 269    | 253    | 242    | 145    | 139    | 154    |

INSEEより。

## ゆかりの人物
- シルシネリュ - 司祭
- テオドール・ポリ - 強盗